# Hippolytia trifida
Hippolytia trifida là một loài thực vật có hoa trong họ Cúc. Loài này được (Turcz.) Poljak. mô tả khoa học đầu tiên năm 1957.